# 티오시안산염
티오시안산염(Thiocyanate) 또는 싸이오시안산염, 타이오사이안산염은 화학식 [SCN]−
을 갖는 티오시안산의 공액염기이다. 일반적인 염에는 무색 염인 티오시안산칼륨과 티오시안산나트륨이 포함된다. 수은(II) 티오시아네이트는 이전에 불꽃놀이에 사용되었다.
티오시아네이트는 산소가 황으로 대체된 시아네이트 이온인 [OCN]-과 유사하다. [SCN]-은 할로겐화물 이온과 반응이 유사하기 때문에 의사할로겐화물 중 하나이다. 티오시아네이트는 철과의 착물이 붉은색을 띠기 때문에 로다니이드(rhodanide, 장미를 뜻하는 그리스어에서 유래)로 알려져 있었다.
티오시아네이트는 원소 황 또는 티오황산염과 사이안화물의 반응에 의해 생성된다.
{\displaystyle {\ce {8 CN- + S8 -> 8 SCN-}}}
{\displaystyle {\ce {CN- + S2O3^2- -> SCN- + SO3^2-}}}
두 번째 반응은 간의 미토콘드리아 효소인 티오황산염 황전이효소와 기타 황 전이효소에 의해 촉매되며, 이 두 효소는 체내 시안화물 대사의 약 80%를 담당한다.